# Mala Kapela-alagút
A Mala Kapela-alagút (horvátul Tunel Mala Kapela) a horvátországi A1-es autópályán található Zágráb és Split között. Ez Horvátország leghosszabb közúti alagútja.

## Az alagút
Az alagút az autópálya Kis-Kapela hegységen való átkelését segíti. A forgalom két alagúton halad, irányonként kettő sávon. Az északi bejárat 562 m magasan, a déli pedig 575 méteren fekszik tengerszinttől mérve. Az alagút legmagasabb pontja 599,2 m. A nyugati cső 5780 m, a keleti pedig 5821,77 m hosszú. A csövek közötti távolság mindenhol 15 m. Az alagutak között van 6 összekötő nyílás gépjárművek részére (840 méterenként)és gyalogosoknak 14 nyílás (280 méterenként). Földrajzilag Jezerane és Modrus (Modruš) között van. Az északi bejárathoz az ogulini felhajtó, a déli bejárathoz pedig a brinjei felhajtó van legközelebb. Megengedett legnagyobb sebesség az alagútban 100 km/h.

## Története
A nyugati alagutat 2005. június 15-én, míg a keletit 2009. május 30-án adták át. Ameddig nem volt kész a keleti alagút, addig a forgalom irányonként egy sávon haladt, emiatt nyáron a turnusváltásokkor hatalmas forgalmi dugók alakultak ki. 2009. május 30-a előtt a megengedett legnagyobb sebesség 80 km/h volt.

## Külső hivatkozások
- Foto vom Nordportal[halott link]
- Tunel Mala Kapela ohne Gegenverkehr[halott link]